# Vilhelms Lapelis
Vilhelms Toms Marija Lapelis OP (Daugavpils, Letônia SSR, 30 de dezembro de 1961) foi bispo da diocese de Liepāja na Letônia de 2001 a 2012.
Lapelis, membro da Ordem Dominicana, foi ordenado sacerdote em 1º de julho de 1986 e bispo em 25 de março de 2001. Este último foi feito pelo então núncio nos países bálticos, Dom Erwin Josef Ender, na presença dos dois co-consagradores, Dom Ārvaldis Andrejs Brumanis e o Cardeal Jānis Pujats. Ele era um dos bispos mais jovens do mundo quando foi ordenado.
Em 20 de junho de 2012, o Papa Bento XVI aceitou demissão que Vilhelms Lapelis surpreendentemente apresentou. Lapelis justificou sua renúncia com exaustão e o desejo de se aposentar para uma vida como monge.